# Truncadaphne
Truncadaphne é um gênero de gastrópodes pertencente a família Raphitomidae.

## Espécies
- Truncadaphne stonei (Hertlein & Strong, 1939)

Espécies trazidas para a sinonímia
- Truncadaphne permiscere (Nowell-Usticke, 1969):[2] sinônimo de Hemilienardia chrysoleuca (J.C. Melvill, 1923)